# 25624 Kronecker
25624 Kronecker este un asteroid din centura principală, descoperit pe 6 ianuarie 2000, de Paul Comba.